# 罗宾·科克

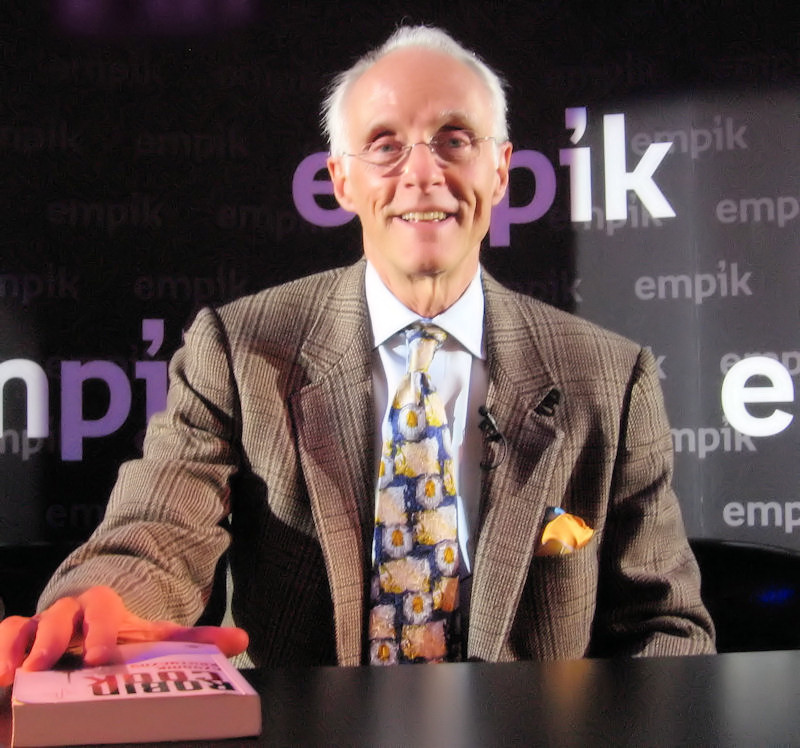
2008年在波兰华沙参加活动的罗宾·科克

罗宾·科克（Robin Cook，1940年5月4日—），美国医生兼小说家，生于美国纽约。罗宾·科克写作主题是医学以及公共卫生，多部作品曾登上《纽约时报》畅销书榜，作品总销量超过4亿份。
罗宾·科克本科毕业于维思大学，后赴哥伦比亚大学医学院攻读临床医学，获医学士（M.D.）学位。罗宾·科克也曾在哈佛大学接受过训练。